# 多明哥·赫曼
多明哥·赫曼·波朗柯（西班牙語：Domingo Germán Polanco，西班牙語發音：[xe̞ɾˈma̠n]，1992年8月4日—）是一位多明尼加籍的職業棒球選手，目前效力於提華納公牛，先前曾效力於洋基與海盜兩隊，守備位置是投手，在2017年的時候他升上大聯盟的舞台。

## 生平

### 職業生涯
赫曼在2009年的時候以自由球員的身分和佛羅里達馬林魚簽下合約，隔年赫曼在多米尼加夏季聯賽馬林魚(Dominican Summer League Marlins )的身分出賽。2014年赫曼在格林斯波羅蚱蜢隊的球技繳出了9勝3敗、2.48防禦率和投出113次三振的成績。這一年七月的時候，赫曼入選了美國大聯盟未來之星明星賽，在這場比賽投出了2次的三振。在12月的時候，馬林魚以赫曼和納坦·艾瓦爾迪、加勒特·瓊斯3位球員和紐約洋基交易來馬丁·普拉多和大衛·菲爾普斯 。
在2015年，赫曼因為受傷動尺骨附屬韌帶重建術手術的關係，缺席了整年度的球季，球季結束以洋基把他從40人名單中移除放入60天傷兵名單，球季結束以後赫曼成為自由球員，洋基再以小聯盟的合約重新簽下赫曼。2016年的時候，赫曼重新被洋基加入了40人的名單。
2017年6月10日，洋基將赫曼升上了大聯盟，隔天對巴爾的摩金鶯的比賽赫曼完成了初登板，2.2局的投球裡面，他投出1次三振跟1次保送。初次大聯盟的球季，赫曼繳出0勝1敗、3.14防禦率的成績。
2018年5月6日洋基在主場對克里夫蘭印地安人的比賽，赫曼初次在大聯盟以先發投手的身分登板，他在6局裡面投出9次的三振，而且這6局是無安打比賽，成為史上第一位初先發至少6局無安打且投出9次三振的投手。之後的19場比賽(13場先發)，赫曼繳出2勝6敗、5.68防禦率的成績，因為成績越來越不理想，而被球隊送回小聯盟3A。
2019年的球季，因為路易斯·賽維里諾受傷的關係，赫曼成為先發輪值的一員。在4月份，赫曼獲得了大聯盟最多的5勝，繳出2.56防禦率(美國聯盟第8名) 、每局被上壘率0.85(WHIP，第2名) 、0.177的投手的被打擊率(BAA)和整體攻擊指數0.470(OPS，美國聯盟最佳) 。6月9日，赫曼受傷的關係被放入10天的傷兵名單。7月3日赫曼離開傷兵名單，在客場對紐約大都會先發，在首局他被傑夫·麥克尼爾打出首打席的全壘打，最後球隊以5:1獲勝，他也拿下勝投。9月19日，赫曼因為涉及家庭暴力被大聯盟調查，9月25日他被球隊放入限制名單，球季剩下的比賽跟季後賽都不能再上場比賽。今年他繳出了大聯盟最佳的勝敗比0.818。
2020年1月2日，大聯盟宣布赫曼禁賽81場，由於赫曼2019年已先因行政假缺席18場比賽，2020年新球季將被禁賽63場。
2023年5月16日，赫曼投完三局後，於四局下開始投球前被裁判檢查到右手塗有外部物質而遭驅逐出場，自隔日起被禁賽10場並課以罰金，赫曼表示為松香袋讓他的手發黏，但未對此懲處提出上訴。同年6月28日，洋基對奧克蘭運動家的比賽，赫曼做為先發投手投滿九局無人上壘，洋基以11比0贏球，成為大聯盟史上第24場及洋基隊史第4場完全比賽。

## 個人生活
赫曼擁有海地的血統。

## 外部連結
- 多明哥·赫曼在美國職棒官網（英语）
- 多明哥·赫曼在Baseball-Reference.com（大聯盟）（英语）
- 多明哥·赫曼在Baseball-Reference.com（小聯盟以及海外聯盟）（英语）
- 多明哥·赫曼在ESPN（MLB）（英语）
- 多明哥·赫曼在FanGraphs.com（英语）
- 多明哥·赫曼在Retrosheet（英语）
- 多明哥·赫曼在The Baseball Cube（英语）
- 多明哥·赫曼的X（前Twitter）
- 多明哥·赫曼的Instagram帳戶